# No heterosexual
«No heterosexual» es un término amplio que incluye a todas aquellas personas cuya orientación sexual e identidad de género no es heterosexual. El término ayuda a definir el concepto de qué es la norma y cómo un grupo particular es diferente de la norma.
No heterosexual es un término empleado en los campos de estudios de género, feministas y en la literatura académica general para diferenciar entre las identidades sexuales elegidas, prescritas y simplemente supuestas, con distinta comprensión sobre las implicaciones de dichas identidades sexuales. El término es similar al de queer, aunque políticamente menos cargado y más clínico; queer generalmente se refiere a ser no normativo y no heterosexual. Algunos ven el término como contencioso y peyorativo ya que "etiqueta a la gente en contra de la norma percibida de la heterosexualidad, reforzando así la heteronormatividad". Otros señalan que no heterosexual es el único término útil para mantener la coherencia en la investigación, y sugieren que "subraya las carencias de nuestro lenguaje relacionado con la identidad sexual"; por ejemplo, su uso puede permitir el borrado bisexual.

## Contexto
Muchos gais, lesbianas y bisexuales nacieron dentro de culturas y religiones que estigmatizaban, reprimían o juzgaban negativamente cualquier sexualidad que difiera de la identidad y orientación heterosexual. Adicionalmente, la mayoría de los heterosexuales ven todavía los actos no heterosexuales como un tabú y los deseos sexuales no convencionales son generalmente escondidos por completo o enmascarados de diferentes formas.
No heterosexual es más inclusivo para personas que no se identifican como heterosexuales pero tampoco como gais, lesbianas, bisexuales o pansexuales. Algunos ejemplos comunes incluyen: amor al género propio, hombres que tienen sexo con otros hombres, mujeres que tiene sexo con otras mujeres o bicurioso entre otros. No heterosexual está considerado como un mejor término que homosexual, lesbiana y gay, LGBT o queer, por ser más neutral y sin las referencias negativas que tienen muchas de las otras alternativas. Por ejemplo, hasta 1973, la American Psychological Association catalogaba homosexual como una enfermedad mental y todavía tiene connotaciones negativas.

## Usos
No heterosexual se encuentra predominantemente en uso de investigación y académico, posiblemente como una forma de evitar términos que puedan ser políticamente incorrectos como lesbiana, tortillera, marica, bisexual etc., términos que normalmente son usados por gais, lesbianas y bisexuales para referirse a sí mismos. Cuando se usan por aquellos que no se identifican como gais, lesbianas o bisexuales o cuando se usa por gais, lesbianas y bisexuales despreciativamente, el término es considerado generalmente como peyorativo, por lo que no heterosexual es por defecto un término inofensivo poco probable a ofender los lectores. Por ejemplo, la escala Kinsey se puede dividir entre aquellos que son heterosexuales y todos los demás. El término tomó más relevancia en el campo académico a partir de 1980 y más aún, en 1990 con estudios de relevancia sobre identidades de jóvenes no heterosexuales y pequeño número de estudios específicamente orientados en estudiantes universitarios no heterosexuales. No heterosexual es también usado para abarcar a transexuales e intersexuales, aunque estos últimos son más una identidad de género más que una identidad sexual, ellos se encuentran incluidos en el LGBT y las comunidades queer. Adicionalmente, no-heterosexual abarca un amplio tipo de términos usados por diferentes culturas, los cuales no podrían ser nunca traducidos como identidad homosexual o bisexual, para investigación y extrapolar datos es un término práctico y aceptado, entre ellos el término Takatāpui.
En 2004 un libro que integra “las disciplinas académicas de estudios de cine, sociología, cultura y estudios críticos” en relación con el fenómeno Big Brother, no heterosexual se usó como un término universal usado para comparar información de 30 países. En el estudio y exploración del campo sobre ancianos y ancianas gay, lesbiano y bisexuales, no heterosexual es por defecto el término para demostrar que la “vasta mayoría” de la literatura asume que los ancianos son heterosexuales y no hacen esfuerzos para explorar las opiniones y experiencia que aquellos que no lo son. En Welfare and the State los autores describen las supuestas ventajas de las lesbianas en el entorno laboral, ya que ellas, supuestamente, no tendrán hijos y serán una ventaja para la productividad laboral. Los autores, de todas maneras, puntualizan que no solo muchas lesbianas tienen hijos, sino que ellas rutinariamente se identifican como heterosexuales gran parte de su vida o al menos hasta que sus hijos tengan la edad suficiente como para que una identidad no heterosexual no tenga un gran impacto negativo sobre sus familias.
No heterosexual se usa también en el estudio de familias gais y lesbianas y estructura de familias. Se usó de manera generalizada este contexto cuando el SIDA impactó las comunidades gais, en las cuales estaba siendo estudiado como muchos hombres gais crearon familias de sus amplia red de amigos y que estos, se convirtieron en sus sistemas de apoyo.